# Gatien Le Rousseau
Gatien Le Rousseau, né le 21 novembre 2002 à Léhon, est un coureur cycliste handisport français, en catégorie C4 (paralysie des releveurs des deux pieds).

## Biographie
Originaire de Dinan dans les Côtes-d'Armor, Gatien Le Rousseau  veut à 16 ans devenir commando-parachutiste, « […] pour l’aventure et le dépassement de soi, pour sauver des vies et protéger mon pays », et pratique pour cela le triathlon à haut-niveau jusqu'en 2018, décrochant le titre de champion de Bretagne de la discipline. Hélas cette année-là et deux ans plus tard en 2020, lors de deux accidents plutôt banals - en jouant au handball puis en marchant sur une plage - il se luxe gravement le genou droit puis le gauche. Ses articulations ne se remettront jamais de la compression des nerfs fibulaires communs, une lésion très rare qui provoque une paralysie des releveurs des deux pieds,.
Côté études, Gatien Le rousseau poursuit une licence en Staps & métier de la réeducation & réadaptation  à l'université de Rennes 2. En 2023, après son année en Staps et une année en ergonomie, sa connaissance du corps humain lui permet d’intégrer l'IFPEK (Institut de Formation Pédicurie-podologie Ergothérapie masso-Kinésithérapie), une école de kinésithérapie à Rennes. Il est admis en tant que sportif de haut niveau, ce qui lui permet des aménagements d'emploi du temps, de ne pas être pressé par les études, et de se consacrer à ses entraînements.

## Carrière sportive
Lors de sa convalescence, une ergothérapeute lui parle du mouvement handisport. Il pratique d’abord l’aviron où il se distingue en remportant le sprint aux championnats de France d’aviron indoor en 2021, puis se décide à remonter sur un vélo. Gatien Le Rousseau découvre la paracyclisme au niveau national, avant de rejoindre le Team Cofidis handisport en 2021. En 2022, il décroche les titres de champion de France sur route et sur la piste et participe à plusieurs épreuves internationales.
Gatien Le Rousseau est ensuite repéré par Cofidis lors d'un stage « Jeunes à potentiel » (Jap), il intègre son équipe handisport ce qui représente pour lui une vraie opportunité car le sponsor finance une prise en charge complète : entraîneur, déplacements, matériel - dont quatre vélos- accessoires, tenues sportives, diététique, et préparation mentale.
Malgré son handicap, Gatien Le Rousseau fait preuve de résilience pour performer sur le vélo avec les Jeux paralympiques de Paris 2024 comme objectif principal,,. Le contre-la-montre est l’épreuve de prédilection de ce « rouleur » de 71 kilos pour 1,81 mètre. Chaque jour il s’entraîne, du côté de Pacé notamment, près de son école rennaise de kinésithérapie. Il fait de la musculation en salle deux fois par semaine « pour la prise de force », tandis que le week-end, il roule sur les routes autour de Dinan où il n’a pas de parcours prédéfini, le sens du vent le déterminant.
Il remporte la médaille de bronze lors de l'épreuve de la poursuite 4 000 mètres C4 ainsi que la médaille d'argent du contre-la-montre C4 lors des Jeux paralympiques de Paris 2024. Il termine aussi quatrième de la course en ligne C4-5.

## Carrière professionnelle
Depuis janvier 2023, alors qu'il court en catégorie Élite, Gatien Le Rousseau est policier réserviste. Il est recruté pour la « mission Sport », un dispositif créé en 2022 qui intègre des sportifs et des sportives de haut niveau au sein de la Police nationale, via différents contrats (réservistes, policiers adjoints, fonctionnaires de police…). Gatien Le Rousseau est rémunéré pendant deux ans pour un contrat renouvelable, ce qui fait de lui un sportif professionnel.

## Palmarès handisport

### Jeux paralympiques
- Jeux paralympiques d'été de 2024 à Paris
  -  Médaille d'argent du contre-la-montre C4
  -  Médaille de bronze de la poursuite C4

### Championnats du monde
- Championnats du monde de paracyclisme sur route 2022 à Baie-Comeau,  Canada
  - 4e du contre-la-montre C4
  - 6e de la course en ligne C4[2]
- Championnats du monde de paracyclisme sur route 2023 à Glasgow,  Écosse
  -  Médaille d'argent du contre-la-montre C4[2]
- Championnats du monde de paracyclisme sur piste 2024 à Rio de Janeiro,  Brésil
  -  Médaille d'or de l'omnium C4
  -  Médaille d'argent du scratch C4
  -  Médaille de bronze de la poursuite C4
- Championnats du monde de paracyclisme sur route 2024 à Zurich,  Suisse
  -  Médaille de bronze du contre-la-montre C4
  -  Médaille d'or de la course en ligne C4

### Coupe du monde
- Coupe du monde de paracyclisme 2022 à Québec,  Canada
  - 5e de la course en ligne[2]
  - 6e du contre la montre
- Coupe du monde de paracyclisme 2023 à Maniago,  Italie
  -  Médaille d'argent du contre-la-montre
  - 5e de la course en ligne

### Championnats d'Europe
- Championnats parasportifs européens 2023 à Rotterdam,  Pays-Bas
  -  Médaille d'or du contre-la-montre C4
  -  Médaille de bronze de la course en ligne C4[2]

### Championnats de France
- 2021
  -  Médaille d'argent de la course en ligne C3[15]
- 2022
  -  Médailler d'or de la course en ligne C3[2]
  -  Médailler d'or du contre-la-montre C3[2]
  -  Médailler d'or de la poursuite C3[2]

### Autres courses
- 2021
  - Grand Prix de Plouay C3[15]
  - 2e de la Kreiz Breiz Elites C3[15]
  - 2e à Landaul[15]
- 2023
  - Tour des Flandres handisport[10]

## Décorations
- Chevalier de l'ordre national du Mérite (2024)[16]